# گابریل ویتکوپ
گابریل ویتکوپ (به فرانسوی: Gabrielle Wittkop) (۲۷ مهٔ ۱۹۲۰ - ۲۲ دسامبر ۲۰۰۲) بانوی نویسنده قرن بیستم میلادی اهل فرانسه بود.

## در ایران
در ایران کتاب «نکروفیلیاک یا مرده‌خواه» او توسط علی طباخیان به فارسی ترجمه شده است.